# Валдемар VI (Анхалт-Кьотен)
Валдемар VI (на немски: Waldemar VI von Anhalt, * 1450, † 1 ноември 1508) от род Аскани е княз на Анхалт-Кьотен от 1471 до 1508 г.
Той е най-възрастният син на княз Георг I от Анхалт-Цербст (1390–1474) и третата му съпруга София († 1451), дъщеря на граф Зигисмунд фон Хонщайн.
През 1470 г. баща му оставя управлението в ръцете на синовете си, които през 1471 г. разделят страната.
Валдемар VI и по-малкият му полубрат Георг II получават Анхалт-Кьотен, а полубратята му Ернст и Зигисмунд III получават Анхалт-Десау, Рудолф получава парична сума. Частта Анхалт-Бернбург, която през 1468 г. попада на фамилията, трябва да се управлява от всичките братя заедно. 
През 1473 г. Валдемар VI участва начело на 500 магдебургски и анхалтски конници в имперската войска във войната на император Фридрих III против бургундския херцог Карл Смели. Той придружава императора през 1476 г. в Рим и през 1486 г. става един от 8-те имперски съдии на камерата.
През 1498 г. той получава част от Бернбург и след една година започва да обработва мините в страната си. Заради постиженията му във Фризийската война Валдемар получава през 1501 г. Западна Фризия от римско-немския крал и по-късен император Максимилиан I.
След смъртта му той е последван от син му Волфганг I.

## Фамилия
Валдемар VI се жени на 24 януари 1485 г. в Кьотен за Маргарета фон Шварцбург-Бланкенбург (* 16 юни 1464 в Рудолщат; † 1 юли 1539 в Кьотен), дъщеря на граф Гюнтер XXXVI фон Шварцбург-Бланкенбург, с която има децата:
- Валдемар († млад)
- Барбара († 1532)

∞ 1. 1503 бургграф Хайнрих III от Майсен († 1519)
∞ 2. 1521 граф Йохан Коловрат († сл. 1580)
- Волфганг I (1492 – 1566), княз на Анхалт-Кьотен
- Маргарета (1494 – 1521)

∞ 1513 курфюрст Йохан от Саксония (1468 – 1532)